# Среднее (Крым)
Сре́днее (до 1948 года Сре́дний Сара́й; укр. Середнє, крымскотат. Orta Saray, Орта Сарай) — исчезнувшее село в Красноперекопском районе Республики Крым, располагавшееся на западе района, на полуострове, образованном устьями рек Чатырлык и Самарчик, примерно в 3,5 километрах к северу от современного села Курганное.

## История
Впервые в доступных источниках Средний Сарай встречается в Списке населённых пунктов Крымской АССР по Всесоюзной переписи 17 декабря 1926 года, согласно которому в селе Средний Сарай, Воронцовского сельсовета Джанкойского района, числилось 35 дворов, все крестьянские, население составляло 188 человек. В национальном отношении учтено: 175 украинцев, 7 белорусов, 5 русских, 1 грек, действовала русская школа. На карте Крымского Стат. управления 1926 года селение подписано, как ср. Воронцовский сарай. Постановлением ВЦИК от 30 октября 1930 года был восстановлен Ишуньский район и село включили в его состав. Постановлением Центрального исполнительного комитета Крымской АССР от 26 января 1938 года Ишуньский район был ликвидирован и создан Красноперекопский район с центром в поселке Армянск (по другим данным 22 февраля 1937 года). На подробной карте РККА северного Крыма 1941 года в Среднем Сарае отмечено 62 двора.
С 25 июня 1946 года селение в составе Крымской области РСФСР. Указом Президиума Верховного Совета РСФСР от 18 мая 1948 года, Средний Сарай переименовали в деревню Средняя, статус села был, очевидно, присвоен позже.26 апреля 1954 года Крымская область была передана из состава РСФСР в состав УССР. Время включения в Ишуньский сельсовет пока не выяснено: на 15 июня 1960 года село уже числилось в его составе. Ликвидировано после 1 июня 1977 года, поскольку на эту дату ещё числилось в составе Ишуньского сельсовета.